# 叶明亮
叶明亮（1973年—），浙江人，国家杰出青年科学基金获得者，中国科学院大连化学物理研究所研究员。

## 生平
1996年本科毕业于安徽师范大学，2001年于中国科学院大连化学物理研究所获博士学位，同年留所工作。曾在美国华盛顿大学、美国系统生物研究所做博士后研究。现任中国科学院大连化学物理研究所研究员，中国科学院分离分析化学重点实验室副主任。

## 学术贡献
主要从事生物分离分析的研究工作。主持国家杰出青年科学基金、国家重点研发计划重点专项、国家自然科学基金重点项目等项目多项，发表学术论文近200篇。先后入选中国科学院百人计划、科技部中青年科技创新领军人才、国家“万人计划”科技创新领军人才等人才专项。

## 社会兼职
中国物理学会质谱专业委员会常务理事，中国生物化学与分子生物学会蛋白质组学专业委员会常务理事，中国分析测试协会理事，中国生物物理学会现代生物物理技术与方法专业委员会委员，中国抗癌协会整合肿瘤学分会专业委员会委员。

## 奖励
- 2001年，获中国分析测试协会科学技术一等奖（第二完成人）[3]
- 2003年，获全国优秀博士学位论文提名奖[4]
- 2004年，获辽宁省自然科学一等奖（第四完成人）
- 2011年，获辽宁省自然科学一等奖（第三完成人）
- 2012年，获国家自然科学二等奖（第三完成人）[5]